# Sedjemnetjeru

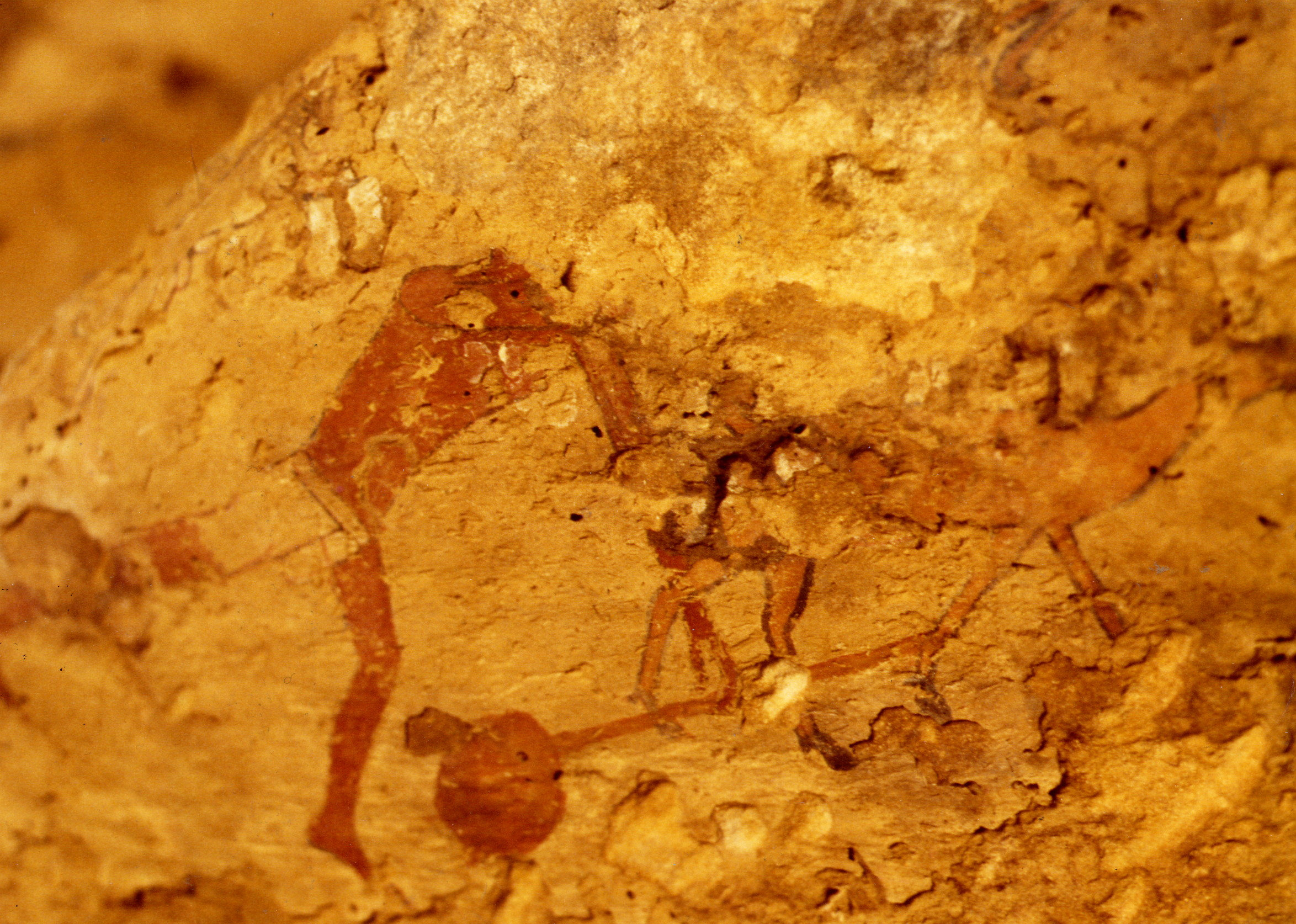
Wahrscheinlich von Sedjemnetjeru stammende Malerei aus dem Grab des Horemchaef

Sedjemnetjeru ist der Name eines altägyptischen Künstlers. Er erscheint im Grab des Lokalfürsten Sobeknacht II. von Elkab (um 1600 v. Chr.) und im Grab des obersten Priestervorstehers Horemchauef in Hierakonpolis. Sedjemnetjeru war offensichtlich für die malerische Ausschmückung beider Grabanlagen verantwortlich. Er trug die Titel Großer der Zehn von Oberägypten und Vorzeichner. Sedjemnetjeru lebte in der Zweiten Zwischenzeit. Er wird schließlich auch noch im Grab des Hormin in Elkab genannt, das er demnach wohl auch ausmalte.

## Weblink
- Persons and Names of the Middle Kingdom: Sedjemnetjeru Version 2 (name 2748, attestation 2; accessed August 15, 2021)